# ドーン・ド・マイヤンス
ドーン・ド・マイヤンスは、古フランス語で書かれた武勲詩、およびその主人公で伝説上の英雄。「フランスもの」には彼の名前を付けた物語群が存在し、いずれも王権にたいする反逆をテーマとしている。

## 概要
ドーン・ド・マイヤンスの物語には全体的に統一が欠けており、整合性を欠いている。詩人は反逆者たちを架空の系譜学によってドーンと結びつけ、その反逆者達はことごとくシャルルマーニュと敵対するようになっている。彼らの物語は一応は史実に基づいているものの、シャルルマーニュ時代より以前、あるいは以後の出来事に依拠しているのである。
反逆者たちの行いを見るに、敵対する君主である「シャルルマーニュ」というのは一種の記号であると見られる。でなければ、ドーンの孫たちのころにはシャルルマーニュはかなりの高齢者となってしまう。反逆者の家系にあるマインヤスの一族の物語はイタリアで大いに発展し、のちには「フランスもの」にも見られるようになる。『フレデガーの年代記』（en:Chronicle of Fredegar）によれば、ジークベルトはマインヤスの人の反逆を受け、テューリンゲン州のウンシュトルト川の土手で戦ったという記録が残っている。
ドーン・ド・マイヤンスの物語群で著名な武勲詩と言えば、オジェ・ル・ダノワや、ルノー・ド・モントーバン、ユオン・ド・ボルドーである。ドーンが明確に定められる最後の人物であることから、ドーンの功績と結び付けられている武勲詩は、英雄達にふさわしい祖先としてドーンについて部分的に作成したという可能性もある。『ドーン・ド・マイヤンス』の後半、ドーンがサクソン人と戦争をする部分は史実に基づいているが、ドーンの少年期を描いた前半部分は構成としてまったく別のものになっており、13世紀につけたされた完全なフィクションである。

## 息子
ドーンには12人の息子がいたとされている。有名なものは以下の通り。
- デンマークのジョフロワ（Gaufrey de Danemarche）

オジェ・ル・ダノワの父親。
- グリフォン（Griffon・d’Hauteville)

ガヌロンの父親。
- ドルドーニュのエイモン（Aymon de Dordone ）

ルノー・ド・モントーバンを始めとする4人の子の父親。
- エグルモンのボーヴェ（Beuves d’Aigremont）

モージ（マラジジ）やヴィヴィアン・ド・モンブラックの父親。
- スヴァン（Sevin）

ユオン・ド・ボルドーの父親。
- ジラール・ド・ルシヨン（en:Girart de Roussillon）

シャルルマーニュと敵対した英雄。